# Powerman 5000
Powerman 5000 ist eine 1991 in Boston gegründete Metal-Band.

## Geschichte
In Boston gegründet, zog die Band noch vor ersten Veröffentlichungen nach Los Angeles um, um dort im Musikgeschäft besser Fuß fassen zu können. Das einzig dauerhafte Bandmitglied, der Halbbruder von Rob Zombie, Michael „Spider/Spider One“ Cummings, erspielte sich mit Powerman 5000 laut Allmusic, einen Kultstatus als Underground-Electro-Metal-Band. Bedeutsam hierfür waren die 1994er Indie-Debüt-EP True Force und das 1995er Album The Blood Splat Rating System. Zwei Jahre später wechselte die Band zu Dreamworks Records und siedelte nach Los Angeles um. Über Dreamworks wurde eine überarbeitete Version des Debüts als Mega!! KungFu Radio veröffentlicht.
Tourneen mit populären Interpreten wie Marilyn Manson und Korn und Festival Auftrittem, insbesondere beim Ozzfest erhöhten die Popularität des Projektes. Das nachkommende Album Tonight the Stars Revolt! wurde aufgrund erreichter Verkäufe als Platinalbum ausgezeichnet, nachdem die Musikvideos der Singles When Worlds Collide und Nobody’s Real auf MTV präsentiert wurden. Aufgrund von Streitigkeiten mit dem einstigen Plattenlabel wurde das Album Anyone for Doomsday? vom Markt genommen und erreichte nachkommend hohe Sammlerwerte. Das Album wurde im Jahr 2009 Digital veröffentlicht. Streaming-Dienste wie Spotify bieten die Veröffentlichung ebenso an. Im Zuge der Produktion des nicht abgeschlossenen Albums kam es zu Zerwürfnissen im Bandgefüge, woraufhin der Bassist Dorian Heartsong der Schlagzeuger Al Pahanish ausschieden und ersetzt wurden. Mit ihrem vierten vollendeten Album Transform, leitete die Band eine Stiländerung ein. Das Album stieg mit Veröffentlichung auf Platz 25 der Billboard-Charts ein. Als Hit erwies sich das Stück Free. Im Jahr 2004 erschien eine Kompilation mit Raritäten der Band über Cummings eigenes Label Megatronic. In der Produktionszeit des fünften Albums wurden Williams und Tempesta von Johnny Heatley und Terry Corso von Alien Ant Farm ersetzt. Seither veränderte Cummings mehrfach die Besetzung der Band und veröffentlichte eine Reihe weiterer Alben und Singles, die trotz Kooperationen mit renommierten Firmen wie Universal Music Group, Pavement Music und Cleopatra Records nicht mehr die Popularität des Frühwerks erlangten. Nachdem Destroy What You Enjoy 2006 über DRT erschienen war, veröffentlichte Powerman 5000 mit Copies, Clones & Replicants eine Kompilation mit Coverversionen über Cleopatra, Somewhere on the Other Side of Nowhere 2009 über Mighty Loud Entertainment, 2014 das Album Builders of the Future via Universal Music Enterprises, 2017 New Wave über Pavement Music, 2020 The Noble Rot sowie 2024 Abandon Ship über Cleopatra Records.
Songs von Powerman 5000 sind auf verschiedenen Filmsoundtracks vertreten, so zum Beispiel Chucky und seine Braut, Dracula 2000, End of Days – Nacht ohne Morgen, Little Nicky, Extreme Ops, Titan A.E., Scream 3 und Zoolander. Darüber hinaus sind Songs der Band in einer Vielzahl von Videospielen zu hören, beispielsweise Tony Hawk’s Pro Skater 2, Gran Turismo 3: A-Spec, WWE SmackDown! vs. RAW, NASCAR Thunder 2004 und NHL Hitz Pro. Auch das WWE Tag-Team Dudley Boyz (ebenfalls bekannt als Team 3D) verwendete Bombshell eine Zeit lang als Einzugsmusik.

## Stil
Das Webzine Allmusic ebenso wie das Musikmagazin Sonic Seducer beschreiben die von Powerman 5000 gespielte Musik als Elektro-Metal. Maik Koltermann beschrieb das Album Mega!! KungFu Radio für Visions als „eine weniger peinliche - aber nicht unbedingt originellere - amerikanische Version von Clawfinger.“

„Mit konventioneller Rockbandbesetzung spielen Powerman 5000 zumeist eine Handvoll Metalriffs zu einem zugegebenermaßen ziemlich cool blubbernden, fast schon funky zu nennenden Bass, während Sänger Spider sich entweder jener schon erwähnten Weirdo-Sprechgesangstechnik bedient oder aber schlicht und ergreifend ein wenig herumpöbelt. Dazu jede Menge Effektspielereien.“

Spätere Alben nahmen mehr Anleihen aus dem Punk auf und zeugten von einer Stilentwicklung. In seinem Review zum Album New Wave nannte Powermetal.de-Redakteur Tobias Dahs Powerman 5000 eine Industrial-Metal-Band und zog Vergleiche mit Marilyn Manson und Rob Zombie. In weiteren Besprechungen wird darauf verwiesen, dass sich der Stil der Band nur marginal verändert habe.

## Diskografie

### Alben
- 1995: The Blood-Splat Rating System (Conscience)
- 1997: Mega!! KungFu Radio (DreamWorks Records)
- 1999: Tonight the Stars Revolt! (DreamWorks Records)
- 2001: Anyone for Doomsday? (DreamWorks Records)
- 2003: Transform (DreamWorks Records)
- 2004: The Good, the Bad and the Ugly Vol.1 ’91–’96 (Megatronic Records)
- 2006: Destroy What You Enjoy (DRT)
- 2009: Somewhere on the Other Side of Nowhere (Mighty Loud Entertainment)
- 2011: Copies, Clones & Replicants (Cleopatra Records)
- 2014: Builders of the Future (T-Boy Records, Universal Music Enterprises)
- 2017: New Wave (Pavement Music)
- 2020: The Noble Rot (Cleopatra Records)
- 2024: Abandon Ship (Cleopatra Records)

### Singles
- 1999: When Worlds Collide
- 2000: Ultra Mega
- 2000: Nobody’s Real
- 2001: Relax
- 2002: Bombshell
- 2003: Free
- 2003: Action
- 2006: Wild World
- 2009: Super Villain
- 2009: V Is for Vampire
- 2010: Show Me What You've Got
- 2010: Time Bomb, Baby
- 2014: How to Be a Human
- 2017: Sid Vicious in a Dress
- 2017: Cult Leader
- 2020: Black Lipstick
- 2020: Brave New World
- 2020: When Worlds Collide (Re-Recorded)
- 2024: 1999
- 2024: Dancing Like We’re Dead
- 2024: Bombshell (Re-Recorded)

### Beiträge für Soundtracks
Filme und Serien:
- 1997: Ärger im Gepäck – "Earth vs. Me"
- 1998: Dead Man on Campus – "Organizized"
- 1998: Chucky und seine Braut – "The Son of X-51"
- 1998: Cool Girl – "Solid"
- 1999: End of Days – Nacht ohne Morgen – "Nobody’s Real"
- 1999: Universal Soldier – Die Rückkehr – "Supernova Goes Pop"
- 1999: Celebrity Deathmatch – "Standing 8"
- 2000: Wes Craven präsentiert Dracula 2000 – "Ultra Mega"
- 2000: Little Nicky – Satan Junior – "When Worlds Collide"
- 2000: Scream 3 – "Get On, Get Off"
- 2000: Jailbait - Auf der High School ist die Hölle los – "Good Times Roll"
- 2000: Titan A.E. – "The End is Over"
- 2001: WWE Tough Enough – "Bombshell"
- 2001: Evolution – "Bombshell"
- 2001: Zoolander – "Relax"
- 2002: Blade II – "Tonight the Stars Revolt!"
- 2002: Extreme Ops – "Danger Is Go!"
- 2003: Freddy vs. Jason – "Bombshell"
- 2005: Return of the Living Dead IV: Necropolis – "That’s the Way It Is", "Heroes and Villains" und "Last Night On Earth"
- 2005: Return of the Living Dead V: Rave to the Grave – "Where We Belong Tonight", "Give Me Something I Need" und "Almost Dead"
- 2010: The Angry Grandpa Show – "Bombshell"

Videospiele:
- 2000: Tony Hawk’s Pro Skater 2 – "When Worlds Collide"
- 2001: Shaun Palmer’s Pro Snowboarder – "Bombshell"
- 2001: Gran Turismo 3: A-Spec – "Supernova Goes Pop"
- 2001: Frequency – "Danger Is Go!"
- 2002: NHL Hitz 2003 – "Bombshell"
- 2003: SX Superstar – "Bombshell"
- 2003: NASCAR Thunder 2004 – "Action"
- 2003: NHL Hitz Pro – "Transform"
- 2004: WWE SmackDown! vs. RAW – "Riot Time", "That’s the Way It Is", "Bombshell", "Last Night on Earth" und "When Worlds Collide"
- 2005: WWE WrestleMania 21 – "Last Night on Earth", "Riot Time" and "That’s the Way It Is"
- 2005: MX vs. ATV Unleashed – "Heroes and Villains"
- 2005: Supercross – "That’s the Way It Is"
- 2005: Shadow the Hedgehog – "Almost Dead"
- 2008: SCORE International Baja 1000 – "Bombshell"
- 2010: Rock Band 3 – "Do Your Thing", "Show Me What You’ve Got", "Time Bomb", "Super Villain", "V Is for Vampire" und "Get Your Bones"
- 2010: WWE SmackDown vs. Raw 2011 – "Show Me What You’ve Got"
- 2012: Tony Hawk’s Pro Skater HD – "When Worlds Collide"
- 2014: Rocksmith 2014 – "When Worlds Collide"
- 2020: Tony Hawk’s Pro Skater 1 + 2 – "When Worlds Collide"

### Musikvideos
- 1997: Tokyo Vigilante #1
- 1998: Organizized
- 1999: When Worlds Collide
- 1999: Nobody’s Real
- 2000: They Know Who You Are
- 2000: Supernova Goes Pop
- 2001: Bombshell
- 2001: Relax
- 2003: Free
- 2003: Action
- 2006: Wild World
- 2009: Super Villain
- 2014: How to Be a Human
- 2015: Invade Destroy Repeat
- 2017: Sid Vicious in a Dress
- 2017: David Fucking Bowie
- 2017: Cult Leader
- 2018: Footsteps and Voices
- 2020: Black Lipstick
- 2020: Brave New World
- 2020: Strange People Doing Strange Things